# Zambia en los Juegos Olímpicos de Atenas 2004
Zambia estuvo representada en los Juegos Olímpicos de Atenas 2004 por seis deportistas, cuatro hombres y dos mujeres, que compitieron en tres deportes.
El portador de la bandera en la ceremonia de apertura fue el boxeador Davis Mwale. El equipo olímpico zambiano no obtuvo ninguna medalla en estos Juegos.